# Vrbina kytkokvětá
Vrbina kytkokvětá (Lysimachia thyrsiflora) je z naší krajiny pomalu mizející planě rostoucí bylina, druh rodu vrbina. Ještě nedávno byla vrbina kytkokvětá řazena do samostatného rodu bazanovec pod jménem bazanovec kytkokvětý (Naumburgia thyrsiflora).

## Výskyt
Vyrůstá v mírním pásmu severní polokoule, od Britských ostrovů na západě po poloostrov Kola na severu a směrem na východ až po řeku Amur a poloostrov Kamčatku. Jižním směrem je rozšířena po Balkánský poloostrov, Malou Asií a Kazachstán, tam však roste převážně jen v horách. Vyskytuje se také v Severní Americe. V České republice se nachází roztroušeně až vzácně, zcela chybí v karpatské části Moravy. Těžištěm výskytu jsou bažinaté a rašelinné louky, břehy často zaplavovaných řek, příkopy. okolí slepých ramen, tůní, jezer a rybníků, vyžaduje kyselou půdu.
V České republice roste především ve společenstvech vysokých ostřic ve svazu Magnocaricion elatae a Caricion rostratae. Poměrně vzácný druh vyskytující se hojněji jen v Jižních Čechách a na Českolipsku, zcela je nepřítomný na Moravě v oblasti Karpat.
Podle "Florabase.cz" se vrbina kytkokvětá v ČR vyskytuje:

## Popis
Vytrvalá lysá rostlina s přímou lodyhou, vespod dutou a nahoře vyplněnou dření, vyrůstající z přímého až šikmého oddenku se svazky nadzemních kořenů s bělavými výběžky obnovovacích pupenů. Převážně nevětvená lodyha barvy zelené až žlutozelené je dole porostlá červenavými šupinami a podle místních podmínek dosahující do výše 25 až 60 cm. Porůstá přisedlými, poloobjímavými úzce kopinatými až eliptickými bezřapíkatými listy rostoucími křižmostojně nebo po 3 v přeslenech. Čepele jsou celokrajné, po okraji obyčejně ohrnuté, na líci červeně tečkované, lysé nebo jemně pýřité se zpeřeným žilkami a s ostrými vrcholy. Bývají dlouhé 5 až 15 cm a široké 0,6 až 2 cm, nejnižší listy jsou nejmenší.
Drobné pravidelné, oboupohlavné květy, mající cca 5 mm v průměru, jsou seskupeny do hustých válcovitých hroznů na 1 až 3 cm dlouhých stopkách které vyrůstají z paždí středních a hořejších listů lodyhy. Kalich dlouhý 1 až 2,8 mm bývá 5 až 7četný, červenavě tečkovaný, má úzce kopinaté plátky s tmavými pryskyřičnými kanálky. Smetanově světle žlutá nálevkovitá koruna 3 až 7 mm dlouhá je 5 až 7četná s plátky s drobnými pruhy po načervenalých kanálcích. V květu je 5 (případně 6 nebo 7) tyčinek, čnících ven z koruny, které jsou vespod spojeny téměř jako jednobratré. Svrchní semeník je porostlý výrůstky které produkují nektar.
Protogynické květy se rozvíjejí v červnu a červenci a často jsou opylovány samosprašně. Po dozrání pylu se nitky tyčinek prodlužují a sklápějí tak, že zralý pyl z podlouhlých prašníků hořejších květů padá na blizny spodních které případně ještě opylí. Plodem je lysá, kulatá, tmavě tečkovaná tobolka 2 až 3 mm velká otvírající se 5 chlopněmi. Rozmnožuje se semeny nebo častěji oddenky.

## Ohrožení
Vrbina kytkokvětá je typickým zástupcem mokřadních rostlin, jejichž biotopy byly v minulosti častými melioracemi a úpravami břehů řek a rybníků účelově likvidovány. Je proto vyhláškou Ministerstva životního prostředí ČR č. 395/1992 Sb. ve znění vyhl. č. 175/2006 Sb. prohlášena za rostlinu silně ohroženou (§ 2) a "Černým a červeným seznamem cévnatých rostlin České republiky" z roku 2000 zařazena mezi zranitelné druhy (C3-VU).

## Galerie

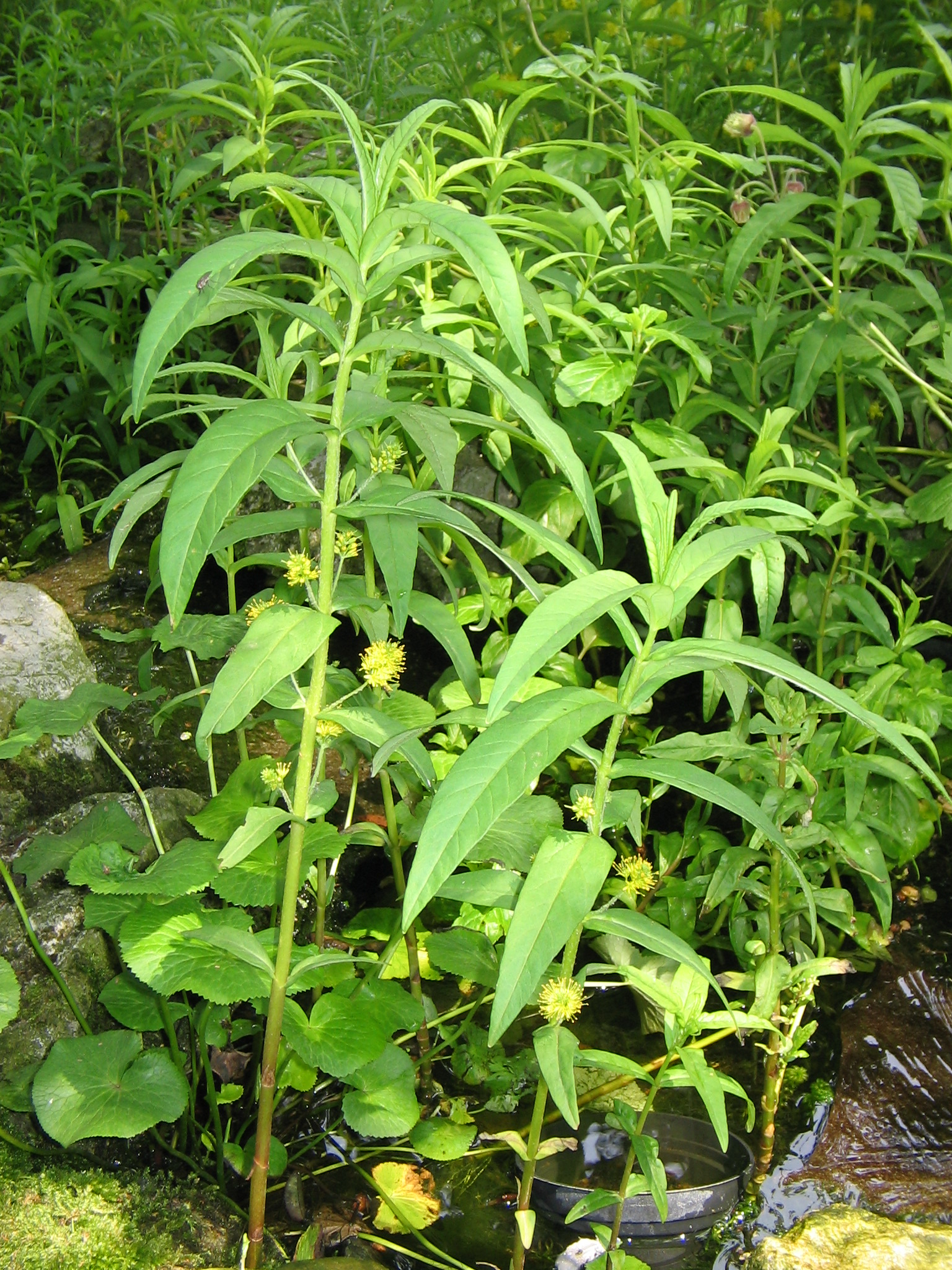
Listy
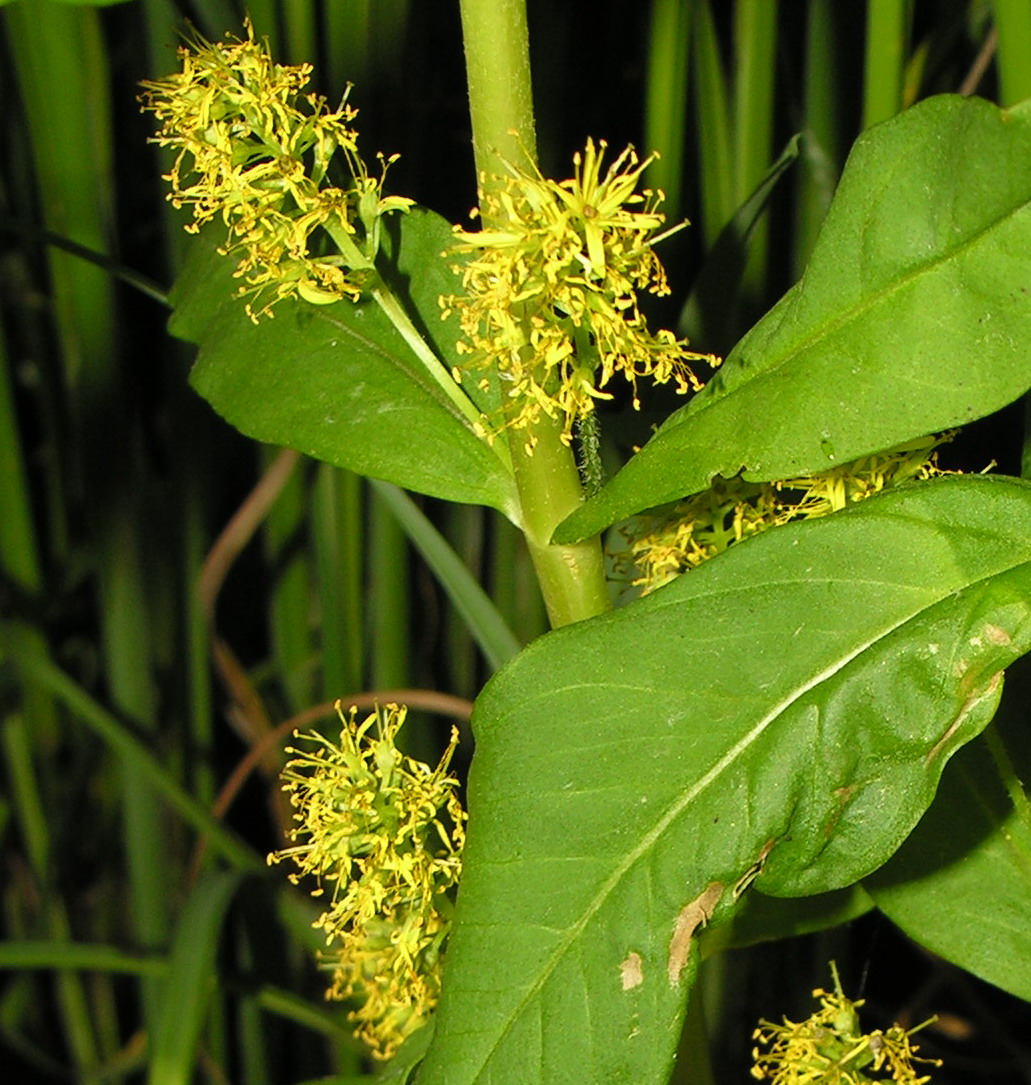
Květenství
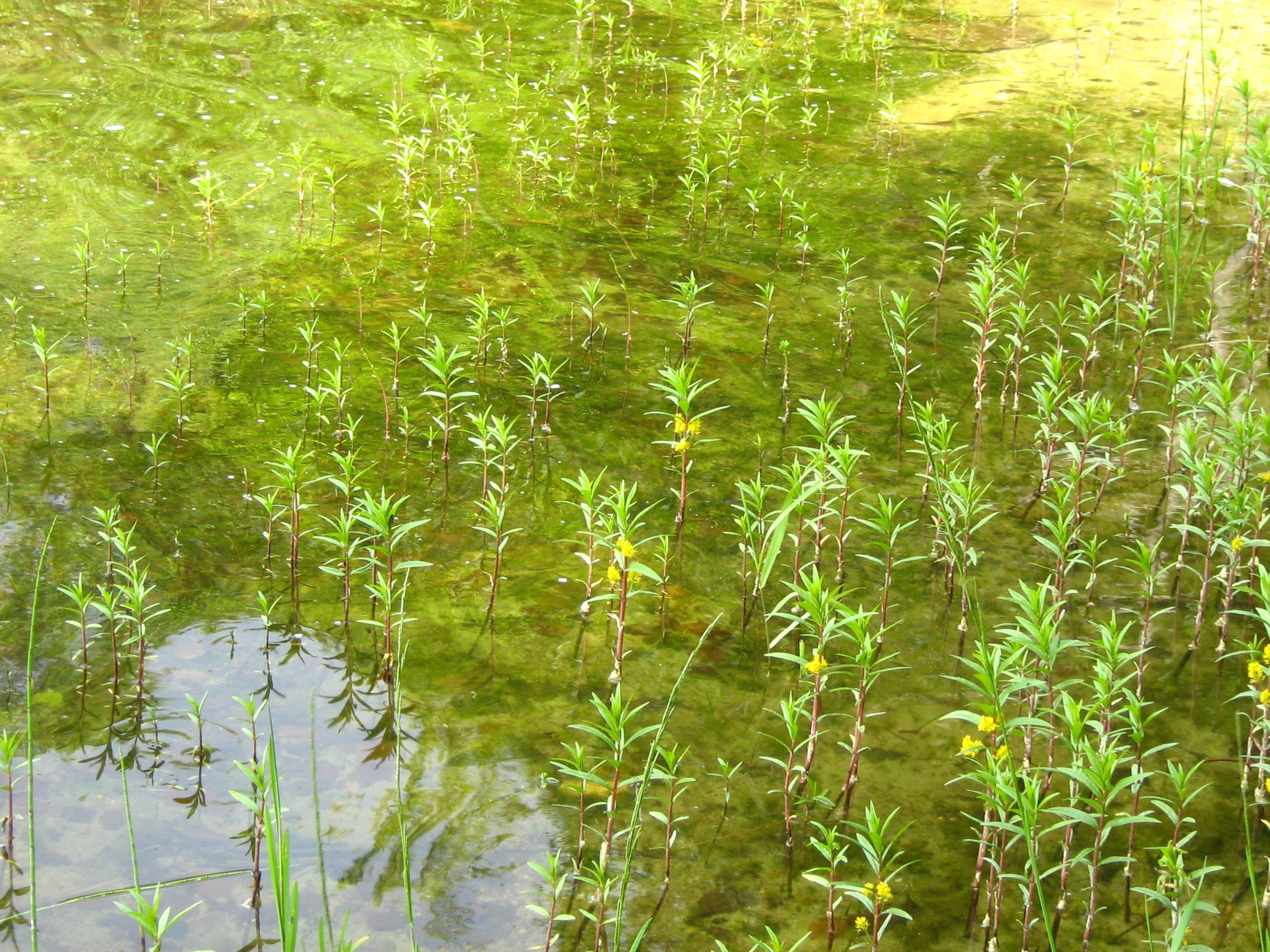
Přirozené prostředí